# Volvo FM
Volvo FM (där FM står för Flat Medium) är en mellanstor lastbil i Volvos frontbyggda lastbilsprogram, och byggs i Volvo Trucks fabriker i VTT (Volvo Trucks Tuve), Sverige och i Volvos fabrik i Gent i Belgien samt i Volvo Lastvagnars monteringsanläggningar runt om i världen. Lastbilshytterna tillverkas i Volvo Lastvagnars fabrik i Umeå.
En helt ny generation Volvo FM (ver.5) kommer att börja tillverkas våren 2021.
Lastbilen finns i flera varianter:
- FM11 med en 11 liters motor på 330hk, 370hk, 410hk eller 450hk.
- FM13 med en 13 liters motor på 380hk, 420hk, 460hk, 500hk eller 540 hk.
- Volvo FMX som är anpassad för anläggningsarbeten. Den kan ha 11 eller 13 liters motor.

## Tillverkade
| År   | Volvo FM | Leveranser Volvo FM    |
| ---- | -------- | ---------------------- |
| 2010 |          |                        |
| 2009 |          |                        |
| 2008 |          | 32 379(FM,FE,FL)       |
| 2007 |          | 23 525 + (8 045 FE,FL) |
| 2006 | 20 704   | 20 381                 |
| 2005 | 20 102   |                        |
| 2004 | 19 154   |                        |
| 2003 | 17 480   |                        |
| 2002 | 15 300   |                        |
| 2001 | 14 580   |                        |
| 2000 | 15 310   |                        |
| 1999 | 13 090   |                        |
| 1998 | 9 350    |                        |